# Национальная бомба
«Национальная бомба» (азерб. Milli bomba) — комедийный фильм азербайджанского режиссёра Вагифа Мустафаева.

## Сюжет
В современном Азербайджане снимается старое кино, с ограниченным бюджетом. Когда деньги на создание фильма заканчиваются, создатели картины оказываются в отчаянном положении. Пожилой заслуженный монтажёр и молодой амбициозный режиссёр любой ценой хотят закончить фильм, пускаясь при этом во все тяжкие.

## Рецензия
Социальная трагикомическая притча
Данный фильм азербайджанского режиссёра Вагифа Мустафаева, который изумил ещё в конце 1980-х годов редким образцом социальной сатиры («Мерзавец»), был представлен в конкурсе Московского кинофестиваля в 2004 году, хотя Министерство культуры Азербайджана даже пыталось воспрепятствовать этому. Несмотря на то, что Мустафаев в своей ленте словно «выпустил бомбу из-под контроля», не в силах остановить цепную реакцию абсурдно-комических образов, которые успевают несколько раз пройти по экрану, как по кругу цирковой арены, где завлекают публику два клоуна — белый и рыжий, грустный и смешной, он умудрился в сложной ситуации «национального бескартинья» снять язвительную и наполненную яркими остротами (в том числе — изобразительного плана) комедийную притчу о том, как «в этой жизни ничего не монтируется». 

Герой-монтажёр, который сорок лет проработал на разных киностудиях бывшего СССР, теперь уволен и вынужден на пару с неопытным режиссёром лишь в уме (!) монтировать незаконченный фильм (нечто типа «Человек с кирпичом», что вдруг вызывает ассоциации с «Человеком из мрамора» Анджея Вайды). И он сочно, можно сказать, вкусно сыгран Автандилом Махарадзе, всем памятным по роли в «Покаянии». Но вопреки подчас горькому сарказму, «Национальная бомба» проникнута своего рода ностальгией по тем временам, когда все ещё не разбрелись по национальным квартирам, не поторопились назвать московские власти оккупационными и не увязли в своеобразной «мистерии независимости». К сожалению, продолжающая помнить о прежнем родстве «Национальная бомба» не была должным образом оценёна на Московском кинофестивале ни членами жюри, ни большинством российских и зарубежных критиков.Сергей Кудрявцев, «3 500 кинорецензий»

## Премьера
Премьера фильма состоялась 21 июня 2004 году. К большому сожалению актёр Гасан Мамедов не дожил до премьеры, который скончался в процессе съёмок 26 августа 2003 года.

## В ролях
- Автандил Махарадзе - монтажёр
- Яшар Нури - Абдулгани
- Саида Кулиева - дочь Абдульгани
- Нурия Ахмедова - жена монтажера
- Арзу Гусейнов - сын монтажера
- Мурад Дадашев - монтажер в молодости
- Бахрам Багирзаде - ведущий
- Леонид Куравлёв
- Аждар Гамидов - Мамед
- Октай Мир-Касимов
- Лятифа Алиева - секретарша
- Гасан Мамедов - эпизод
- Яна Никитина - спецкор Катерина